# Antony Hamilton
Antony Hamilton (Liverpool, 1952. május 4. – Los Angeles, 1995. március 29.) angol színész, táncos, modell.

## Fiatalkora
Liverpoolban született. Árvaként kéthetes korában fogadta örökbe Donald Smith és felesége, Margaret. Három éves korában elköltöztek Ausztráliába, ahol egy farmon éltek. 
Hamilton balett iskolába járt. 15 évesen ösztöndíjat nyert a neves ausztrál balett iskolában (Australian Ballet School). Profi táncosként Európában turnézott 2 évig. 

## Pályafutása
Balett karrier után, egy orosz fotós felfedezettjeként modell pályára lépett. Már 20 évesen sokat foglalkoztatott, világhírű modell lett. Dolgozott olyan népszerű fotósokkal mint , Richard Avedon és Bruce Weber, de foglalkoztatta Gianni Versace dívatervező is. Modellkedés után színész lett, több játékfilmben is szerepelt. Tárgyalásokat folytattak vele, hogy ő lehet az új James Bond Roger Moore után, azonban a szerepet végül Timothy Dalton kapta meg. Hamilton számára  az áttörést a színészi karrierjében a Mission: Impossible – Az akciócsoport című 1988-as sorozat jelentette, ami egy 60-as évekbeli, azonos című tv-sorozat rebootja. A 2 évadot megélt sorozatban Max Harte nevű titkos ügynököt alakította. Utolsó filmje az 1992-es Szenvedélyes gyilkosság című thriller.

## Halála
1995-ben, március 29-én, 42 évesen hunyt el Los Angeles-ben. AIDS-beteg volt, halálát tüdőgyulladás okozta. 
Hamvait Malibu partjainál szórták a tengerbe.

## Filmográfia
| Év        | Magyar cím                                         | Eredeti cím                        | Szerep                           |
| --------- | -------------------------------------------------- | ---------------------------------- | -------------------------------- |
| 1992      | Szenvedélyes gyilkosság                            | Fatal Instinct                     | Bill Hook                        |
| 1991      | P.S.I. Luv U (tv-sorozat)                          | P.S.I. Luv U                       | Dodger (2 részben)               |
| 1988-1990 | Mission: Impossible – Az akciócsoport (tv-sorozat) | Mission: Impossible                | Max Harte (35 részben)           |
| 1988      | Üvöltés 4. – A vérfarkasklán                       | Howling IV: The Original Nightmare | Tom                              |
| 1988      | Sonny Spoon (tv-sorozat)                           | Sonny Spoon                        | Irene                            |
| 1987      | L.A. Law (tv-sorozat)                              | L.A. Law                           | Dan Sapin                        |
| 1987      | The Charmings (tv-sorozat)                         | The Charmings                      | Lionel Davenport III (1 részben) |
| 1986      | Alkonyzóna (tv-sorozat)                            | The Twilight Zone                  | Simon Locke (1 részben)          |
| 1986      | Spiclik, sipirc                                    | Jumpin' Jack Flash                 | férfi az étteremben              |
| 1986      | The Hitchhiker (tv-sorozat)                        | The Hitchhiker                     | Jim Buckley (1 részben)          |
| 1985      | Mirrors                                            | Mirrors                            | Gino Rey                         |
| 1984-1985 | Cover Up (tv-sorozat)                              | Cover Up                           | Jack Striker (7 részben)         |
| 1984      | Sámson és Delilah                                  | Samson and Delilah                 | Samson                           |
| 1979      | Nocturna                                           | Noctura                            | Jimmy                            |